# Bronowice (gromada w powiecie brzezińskim)
Bronowice – dawna gromada, czyli najmniejsza jednostka podziału terytorialnego Polskiej Rzeczypospolitej Ludowej w latach 1954–1972.
Gromady, z gromadzkimi radami narodowymi (GRN) jako organami władzy najniższego stopnia na wsi, funkcjonowały od reformy reorganizującej administrację wiejską przeprowadzonej jesienią 1954 do momentu ich zniesienia z dniem 1 stycznia 1973, tym samym wypierając organizację gminną w latach 1954–1972.
Gromadę Bronowice siedzibą GRN w Bronowicach utworzono – jako jedną z 8759 gromad na obszarze Polski – w powiecie brzezińskim w woj. łódzkim, na mocy uchwały nr 29/54 WRN w Łodzi z dnia 4 października 1954. W skład jednostki weszły obszary dotychczasowych gromad Bronowice, Przecław, Wągry A i Wągry B oraz wieś Michałków i wieś Rozworzyn z dotychczasowej gromady Mroga Dolna ze zniesionej gminy Rogów, obszary dotychczasowych gromad Kędziorki i Tworzyjanki ze zniesionej gminy Gałkówek oraz wieś Lisowice i kolonia Kruszynek z dotychczasowej gromady Jeziorko ze zniesionej gminy Katarzynów, w tymże powiecie. Dla gromady ustalono 18 członków gromadzkiej rady narodowej.
Gromada przetrwała do końca 1972 roku, czyli do kolejnej reformy gminnej.